# Diócesis de Teano-Calvi
La diócesis de Teano-Calvi (en latín: Dioecesis Theanensis-Calvensis y en italiano: Diocesi di Teano-Calvi) es una circunscripción eclesiástica de la Iglesia católica en Italia. Se trata de una diócesis latina, sufragánea de la arquidiócesis de Nápoles. Desde el 14 de septiembre de 2017 su obispo es Giacomo Cirulli.

## Territorio y organización

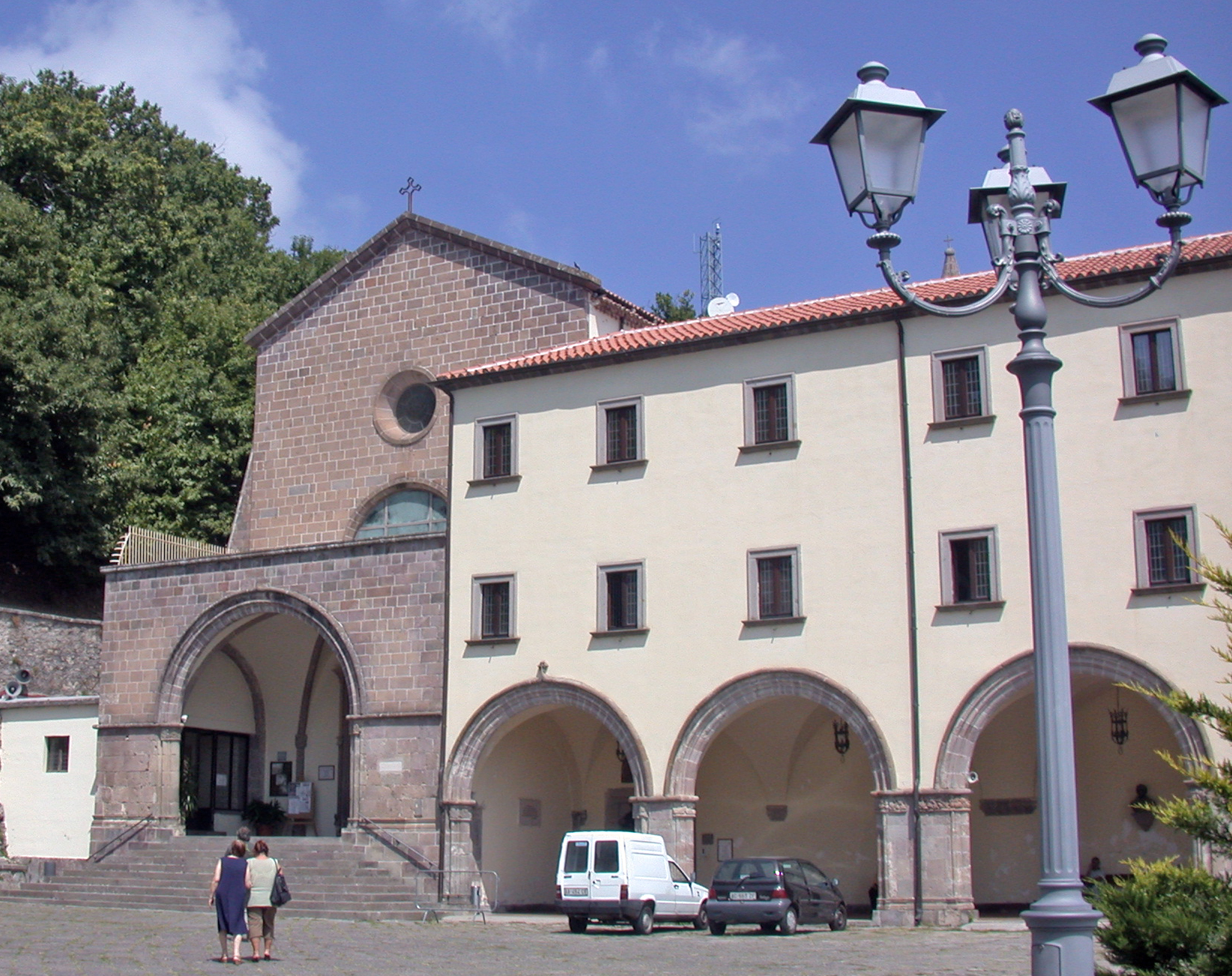
Basílica y santuario de Maria Santissima dei Lattani, en Roccamonfina. Fundado en 1430 por san Bernardino de Siena y san Jaime de la Marca

La diócesis tiene 663 km² y extiende su jurisdicción sobre los fieles católicos de rito latino residentes en parte de la región de Campania, comprendiendo 22 comunas de la provincia de Caserta: Caianello, Calvi Risorta, Camigliano (en parte), Conca della Campania, Francolise (en parte), Galluccio, Giano Vetusto (en parte), Marzano Appio, Mignano Monte Lungo, Pastorano (en parte), Pietramelara, Pietravairano, Pignataro Maggiore, Presenzano, Riardo, Roccamonfina, Roccaromana, Rocchetta e Croce, Sparanise, Teano, Tora e Piccilli y Vairano Patenora.

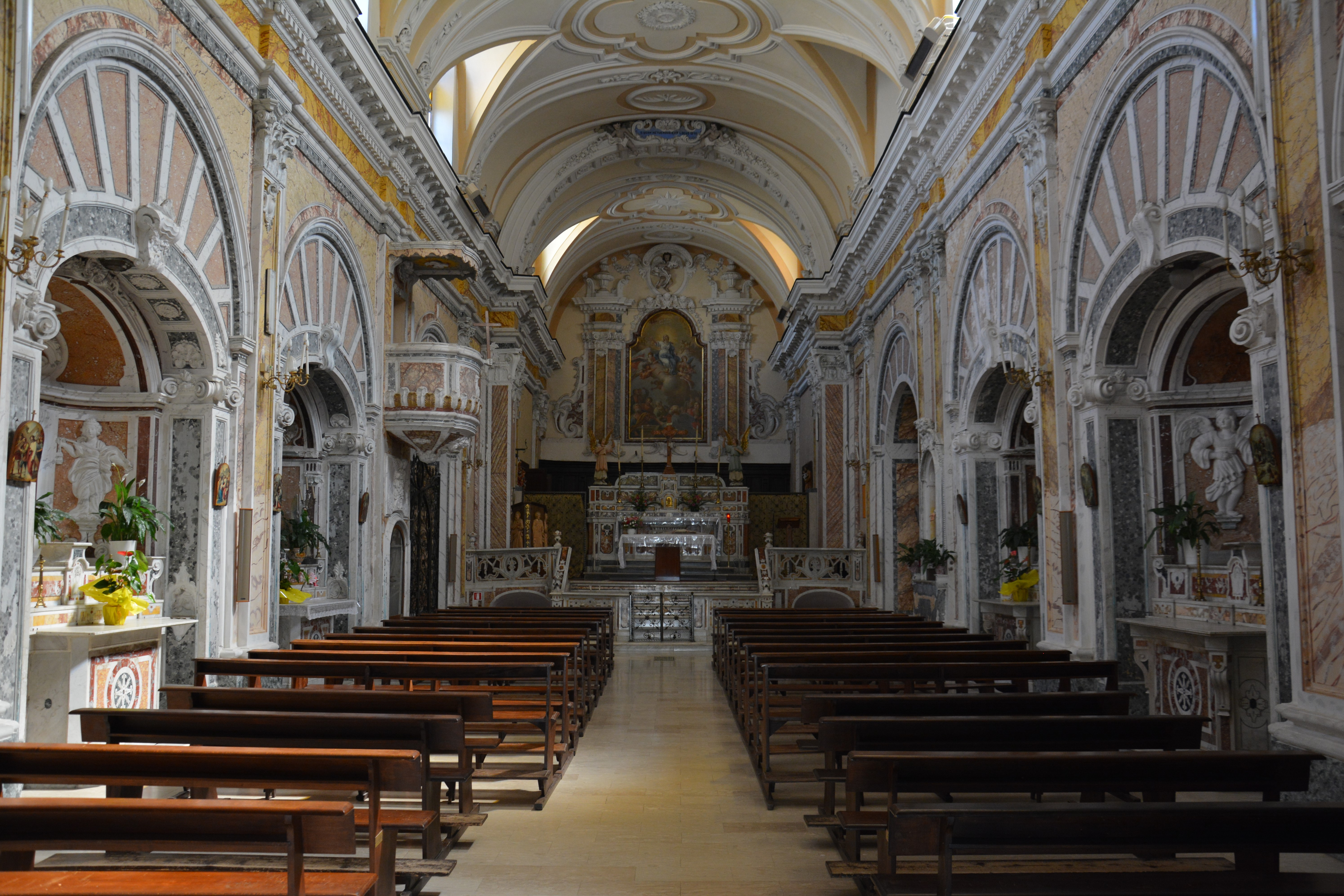
Santuario de Santa Maria della Vigna, en Pietravairano

La sede de la diócesis se encuentra en la ciudad de Teano, en donde se halla la Catedral de San Clemente. En Calvi Risorta se halla la Concatedral de Santa María Asunta. En Roccamonfina se encuentra la basílica y santuario de Maria Santissima dei Lattani. Los otros santuarios son: de San Antonio y Santa Reparata, en Teano, de Santa Maria della Vigna, en Pietravairano y la basílica de San Paride ad Fontem, cerca de Teano.
En 2022 en la diócesis existían 72 parroquias agrupadas en 4 foranías: Teano, Pignataro Maggiore-Sparanise, Roccamonfina y Pietramelara.

## Historia
La diócesis actual nació de la unión plena de las diócesis de Teano y Calvi establecida en 1986.

### Teano
La tradición hagiográfica remonta el origen de la diócesis de Teano a la primera mitad del siglo IV con los santos obispos Paris, Amasio y Urbano; Lanzoni cree que «probablemente estos tres nombres procedan de un auténtico catálogo teanense». En el lugar donde san Paris predicó por primera vez la fe cristiana en Teano, se construyó posteriormente una basílica conocida con el título de San Paride ad Fontem, que fue probablemente la primera catedral de la diócesis de Teano.
La atribución de otros obispos de los siglos V y VI a la diócesis de Teano es incierta y debatida, a saber, Quinto, que participó en el concilio romano convocado por el papa Símaco en 499, y Domnino, mencionado en las cartas del papa Pelagio I (556-561). Debido a la incertidumbre de los textos de los manuscritos, estos dos obispos podrían pertenecer a la sede Theanensis o Theatina. Posteriormente no se tienen más noticias de la diócesis hasta el siglo IX, quizás debido a la destrucción provocada por la llegada de los lombardos.
La cronología de los obispos se reanuda con Mauro a principios del siglo IX, a quien se atribuye la construcción de la catedral conocida como San Terenziano cerca de la tumba de san Paris. A lo largo del siglo, la sede teanese fue ocupada por los obispos benedictinos Lupo, Ilario, Leone y Angelario; en particular, el obispo Leone recibió algunos diplomas de los papas Juan VIII y Esteban V entre 879 y 887/888. En este período Montecasino fue destruido por los sarracenos y los monjes, refugiándose en Teano el abad Angelario, futuro obispo, llevándose consigo la regla autógrafa de san Benito de Nursia, que se perdió cuando el monasterio de Teano fue destruido por un incendio.
Alrededor del año 966, Capua fue elevada al rango de arquidiócesis metropolitana; entre sus sufragáneas también se encuentra la diócesis de Teano.
En el siglo XII se construyó una nueva catedral, después de que la anterior fuera incendiada por los normandos en 1062. Posteriormente sufrió dos destrucciones más: en 1520 a causa de un incendio y durante la Segunda Guerra Mundial. Completamente reconstruida, fue consagrada en 1957.
Entre los obispos de Teano se recuerda en particular: Pandolfo (1122-1126), a quien los autores contemporáneos celebran como un hombre de gran cultura, literato y poeta, y defensor de las libertades de la Iglesia; Pietro I, documentado de 1154/1158 a 1179, que consagró la iglesia de Santa María de intus (1174) y el monasterio de Santa María de la Ferrara cerca de Vairano (1179); Guglielmo II, que acompañó a santo Tomás de Aquino al Concilio de Lyon II en 1274; el dominico romano Bartolomeo de Papazuri (1348-1353), ilustre por nobleza y doctrina, trasladado a la sede de Chieti.
Después del Concilio de Trento se estableció el seminario episcopal, que ya contaba con 12 alumnos al inicio del episcopado de Giovanni Paolo Marincola, en 1576. Sin embargo, el seminario decayó rápidamente durante el episcopado del obispo Vincenzo Serafino entre los siglos XVI y XVIII. Paolo Squillante, 1655, restableció el seminario en el convento de Sant'Agostino degli Eremitani y fundó el Monte dei Poor para la asistencia de los indigentes de la diócesis. El obispo Giuseppe Nicola Giberti (1681-1697) fue responsable de la ampliación del seminario y de la renovación de la catedral, que se derrumbó a causa de un terremoto; también celebró un sínodo diocesano y estableció una congregación para la enseñanza del catecismo.
En el siglo XVIII el obispo Domenico Giordani es recordado por la cuidadosa visita pastoral que realizó a su diócesis en 1753. «Para cada iglesia y capilla recogió información oral, buscó documentos en los archivos e hizo extraer copias auténticas; hizo encuadernar los documentos, auténticos o copias, en un gran volumen, llamado Apéndice de la Santa Visita (fue quemado por los alemanes en 1943); de cada iglesia trazó la historia desde sus orígenes hasta su época.»
En el momento de la plena unión con Calvi, la diócesis de Teano incluía las comunas de Caianello, Conca della Campania, Galluccio, Marzano Appio, Mignano Monte Lungo, Pietramelara, Pietravairano, Presenzano, Riardo, Roccamonfina, Roccaromana, Teano, Tora y Piccilli y Vairano Patenora.

### Calvi
El origen de la diócesis de Calvi y de su serie episcopal es incierto. Nicola Coletti, autor de la segunda edición de Italia sacra de Ferdinando Ughelli, publicó en 1722 un catálogo episcopal de Calvi extraído de un Kalendarium Calvense ad instar Martirologii, quod breviario antiquissimo longobardis literis exarato praeponitur es decir un calendario de Calvi utilizado como martirologio y extraído de un antiguo breviario escrito con caracteres lombardos. El calendario, que comienza con san Casto considerado protoobispo calenio, muestra una relación de obispos muy fragmentaria, con el día y el año de la muerte de los prelados. Todos estos obispos son desconocidos para las fuentes históricas, mientras que los documentados históricamente lo son para el Kalendarium. Por este y otros motivos, Lanzoni considera “muy sospechosa” la lista episcopal reportada por este calendario;ref>Lanzoni, Le diocesi d'Italia dalle origini al principio del secolo VII, p. 187.</ref> Kehr es aún más explícito cuando dice que «nos quoque notitias huius calendarii omnino negleximus».
Si se excluye a los obispos conocidos sólo por su presencia en el calendario caleno y aquellos cuya atribución es debatida o errónea, sólo hay dos obispos de Calvi del primer milenio documentados por fuentes históricas: Giusto, obispo conocido gracias al descubrimiento de su epitafio, y que gobernó la diócesis calena desde marzo de 488 hasta febrero de 492; y Valerio, su probable sucesor, que participó en el concilio romano convocado por el papa Símaco en 499.
El destino de la diócesis durante los siglos siguientes es incierto. El calendario caleno parece dar fe de su continuidad a lo largo del primer milenio, a excepción de un largo período comprendido entre la segunda mitad del siglo VI y mediados del siglo VIII.
Alrededor del año 966, Capua fue elevada al rango de arquidiócesis metropolitana; entre sus sufragáneas también se encuentra la diócesis de Calvi. En esta ocasión algunas fuentes mencionan al obispo Andrea, que fue consagrado obispo de Calvi por el metropolitano Giovanni. Sin embargo, Kehr cree que esta información y las fuentes que la contienen carecen de certeza histórica ( "omni fide carente").
La serie de obispos calenos históricamente documentados no se reanuda hasta finales del siglo XI con el obispo Falcone, cuyo nombre aparece en un privilegio concedido por Riccardo II de Capua a la iglesia de Santa María de Maddaloni en 1094. La cronología episcopal posterior es fragmentaria. Podría tratarse de un obispo de Calvi, Iohannes episcopus Calenas, que aparece en un diploma del papa Honorio II de 1126. En 1174 Tancredi participó en la consagración de la iglesia de Santa María de intus junto con el obispo Pietro di Teano. Kamp documenta luego la existencia de numerosos obispos calenos entre los siglos XII y XIII, pero cuyos nombres siguen siendo desconocidos. «La serie episcoporum continúa con continuidad desde el siglo XIII, en la que destaca la figura del obispo cisterciense Odoardo quien, habiéndose opuesto a Federico II, durante el viaje de regreso del Concilio de Lyon fue atacado y encarcelado por los seguidores del emperador, donde murió».
El período postridentino está marcado en Calvi por la presencia y la acción del obispo Fabio Maranta (1582-1619), hombre de fuerte personalidad con cualidades de gran organizador y administrador. En 1583 realizó una visita pastoral a la diócesis de la que queda una detallada relación, de la que se puede comprobar el estado de ruina de la antigua catedral de San Casto: sin puerta, la catedral servía ocasionalmente de refugio nocturno a hombres y animales. Esta iglesia, de la que hoy sólo quedan ruinas, fue oficiada hasta 1680, según escribió el obispo Filippo Positano en su informe de 1727. Maranta restauró la catedral y aumentó el número de canónigos de dos a nueve. En 1588 hizo levantar una audiencia donde se describían todos los bienes de la mensa episcopal y del cabildo, así como las iglesias con beneficios de la diócesis. Ese mismo año se celebró el sínodo diocesano.
En 1647, el levantamiento de Masaniello devastó Calvi en represalia contra la familia del obispo: el palacio episcopal fue arrasado y la catedral dañada. El obispo se vio obligado a abandonar Calvi y residir en Pignataro, que se convertiría en la residencia habitual de los obispos de Calvi. En estos años la peste azotó y despobló tanto a Calvi como a Teano. En 1686, el palacio episcopal de Calvi todavía constaba de una sencilla habitación.
El final del siglo XVII, coincidiendo con el episcopado del dominico Vincenzo María de Silva (1679-1702), fue un período de recuperación para la diócesis de Calvi, en el que se buscó una solución al problema del seminario diocesano: uno con doce plazas con un profesor de canto, un profesor de gramática y un rector; según la intención del obispo, el seminario debía poner fin a una dolorosa ignorancia del clero y de los candidatos al sacerdocio.
La primera mitad del siglo XVIII vio la creación definitiva del seminario de Calvi bajo el impulso del obispo Filippo Maria Positano (1720-1732). El nuevo seminario fue bendecido personalmente por el papa Benedicto XIII el 16 de mayo de 1727. El obispo Positano también fundó el Monte Frumentario, una institución de crédito agrícola que ofrecía a los agricultores una alternativa a la usura. Giuseppe Maria Capece Zurlo (1756-1782) amplió el seminario de Positano y construyó un seminario de verano en 1757 entre Visciano y Zuni.
En el momento de la plena unión con Teano, la diócesis de Calvi incluía los territorios de Calvi Risorta, Camigliano, Francolise (en parte), Giano Vetusto, Pastorano (en parte), Pignataro Maggiore, Rocchetta e Croce y Sparanise.

### Teano-Calvi
El 27 de junio de 1818 las dos diócesis fueron unidas aeque principaliter mediante la bula De utiliori del papa Pío VII, tomando el nombre de diócesis de Calvi y Teano. El 24 de septiembre Andrea de Lucía, obispo de Calvi, tomó posesión de la diócesis de Teano a través de un fiscal.
A mediados del siglo XIX las diócesis atravesaron un período de decadencia, sobre todo debido al anticlericalismo generalizado, que marcó una disminución de las vocaciones sacerdotales. De 1860 a 1866 se impidió al obispo Bartolomeo d'Avanzo entrar en la diócesis porque no contaba con la aprobación del gobierno. Desde Sorrento, donde vivió exiliado, lideró una batalla contra la masonería y tras entrar en la diócesis tuvo que insistir en la reapertura de los seminarios, que habían sido cerrados por la negativa a aceptar la inspección gubernamental. Por sus méritos y por la defensa de la infalibilidad papal durante el Concilio Vaticano I fue creado cardenal por el papa Pío IX.
Le sucedió el obispo Alfonso María Giordano, que había sido su coadjutor, y cuya generosidad durante la epidemia de cólera de 1884 se recuerda. Logró reabrir los seminarios de Teano y Visciano.
Albino Pella, que gobernó las diócesis de 1908 a 1915, trabajó para difundir un modelo más maduro de vida cristiana. Quería sustituir la devoción popular por la práctica cristiana regular, para lo que fundó una escuela de catecismo. Sus obras sociales, el fondo rural católico contra la usura y la sociedad de ayuda mutua de trabajadores, fueron también intentos de racionalizar y orientar la actividad pastoral.
El obispo Calogero Licata logró unir los dos seminarios en 1921, suprimiendo el de Visciano, para contener los gastos. Y unificó también los seminarios de las dos diócesis de Teano y Calvi, decisión confirmada por la Santa Sede con el decreto Pluribus abhinc annis de la Congregación de los Seminarios y de los Institutos de Estudios del 2 de agosto de 1921. Licata publicó una carta pastoral contra los abusos introducidos en las fiestas religiosas. Murió al caer de un andamio en el seminario de Teano en 1924.
Durante la Segunda Guerra Mundial las diócesis estuvieron gobernadas por el obispo Giacinto Tamburini. El 5 de octubre de 1943, los alemanes arrestaron al obispo, que ya estaba enfermo, y lo llevaron a un convento. El 6 de octubre Teano fue bombardeada y la catedral destruida. El obispo murió en enero del año siguiente, agotado por los infortunios de la guerra.
El 12 de mayo de 1952, con la carta apostólica Vitae huius iactati, el papa Pío XII proclamó a la Santísima Virgen María de Láttani, venerada con el título de Regina Mundi, patrona principal de ambas diócesis.
El 30 de abril de 1979 fue abolida la provincia eclesiástica de la arquidiócesis de Capua y las dos diócesis pasaron a ser sufragáneas de la arquidiócesis de Nápoles.
El 30 de septiembre de 1986, con el decreto Instantibus votis de la Congregación para los Obispos, se estableció la unión plena de las dos diócesis con su denominación actual.
En 1999 se inauguró el museo diocesano de arte sacro en la cripta de la catedral de Teano. El 31 de mayo de 2015 se inauguró la nueva sede del seminario de Teano.
Está unida in persona episcopi a la diócesis de Alife-Caiazzo, desde el 26 de febrero de 2021, y a la diócesis de Sessa Aurunca, desde el 23 de febrero de 2023.

## Estadísticas
Según el Anuario Pontificio 2023 la diócesis tenía a fines de 2022 un total de 80 685 fieles bautizados.
| Año                                                                             | Población            | Población | Población      | Sacerdotes | Sacerdotes    | Sacerdotes    | Bautizados por sacerdote | Diáconos permanentes | Religiosos | Religiosos | Parroquias |
| Año                                                                             | Bautizados católicos | Total     | % de católicos | Total      | Clero secular | Clero regular | Bautizados por sacerdote | Diáconos permanentes | Varones    | Mujeres    | Parroquias |
| ------------------------------------------------------------------------------- | -------------------- | --------- | -------------- | ---------- | ------------- | ------------- | ------------------------ | -------------------- | ---------- | ---------- | ---------- |
| 1949                                                                            | 74 000               | 74 000    | 100.0          | 177        | 133           | 44            | 418                      |                      | 24         | 50         | 107        |
| 1959                                                                            | 74 000               | 74 000    | 100.0          | 155        | 119           | 36            | 477                      |                      | 35         | 70         | 106        |
| 1970                                                                            | 86 000               | 86 000    | 100.0          | 125        | 97            | 28            | 688                      |                      | 33         | 95         | 106        |
| 1980                                                                            | 88 400               | 89 100    | 99.2           | 114        | 84            | 30            | 775                      |                      | 35         | 60         | 106        |
| 1990                                                                            | 80 400               | 80 600    | 99.8           | 95         | 73            | 22            | 846                      |                      | 27         | 115        | 70         |
| 1999                                                                            | 80 000               | 80 150    | 99.8           | 83         | 57            | 26            | 963                      |                      | 28         | 84         | 70         |
| 2000                                                                            | 80 000               | 80 150    | 99.8           | 79         | 53            | 26            | 1012                     |                      | 30         | 84         | 70         |
| 2001                                                                            | 78 000               | 80 000    | 97.5           | 77         | 52            | 25            | 1012                     |                      | 29         | 84         | 70         |
| 2002                                                                            | 80 000               | 80 000    | 100.0          | 77         | 52            | 25            | 1038                     |                      | 29         | 84         | 70         |
| 2003                                                                            | 80 000               | 80 000    | 100.0          | 54         | 51            | 3             | 1481                     |                      | 4          | 84         | 70         |
| 2004                                                                            | 80 000               | 80 000    | 100.0          | 46         | 45            | 1             | 1739                     | 5                    | 3          | 84         | 70         |
| 2010                                                                            | 81 200               | 83 000    | 97.8           | 63         | 49            | 14            | 1288                     | 9                    | 17         | 70         | 70         |
| 2014                                                                            | 82 600               | 84 400    | 97.9           | 69         | 50            | 19            | 1197                     | 9                    | 23         | 114        | 70         |
| 2017                                                                            | 82 200               | 84 000    | 97.9           | 78         | 60            | 18            | 1053                     | 11                   | 19         | 107        | 72         |
| 2020                                                                            | 82 340               | 84 700    | 97.2           | 69         | 53            | 16            | 1193                     | 11                   | 16         | 103        | 72         |
| 2022                                                                            | 80 685               | 83 000    | 97.2           | 67         | 50            | 17            | 1204                     | 11                   | 17         | 107        | 72         |
| Fuente: Catholic-Hierarchy, que a su vez toma los datos del Anuario Pontificio. |                      |           |                |            |               |               |                          |                      |            |            |            |

## Episcopologio

### Obispos de Teano
- San Paris † (circa 333-346 falleció)
- San Amasio † (circa 346-356 falleció)
- San Urbano † (circa 356-?)
- Quinto † (mencionado en 499)[nota 5]
- Domnino? † (mitad del siglo VI)[nota 6]
- Mauro † (inicios del siglo IX?)[nota 7]
- Lupo, O.S.B. † (?-circa 860 falleció)
- Ilario, O.S.B. † (860-867)
- Stefano † (mencionado en 868?)[nota 8]
- Leone, O.S.B. † (documentado de 879 a 887/888)[3]
- Angelario, O.S.B. † (?-5 de diciembre de 889 falleció)
- Galdo (o Gildo) † (mencionado en 963)[12]
- Landone † (mencionado en 987)[12]
- Sandario † (mencionado en 1004/1009)[13]
- Isembardo † (mencionado en 1049)
- Arduino † (mencionado en 1059)
- Guglielmo I † (mencionado en 1071)
- Bernardo † (mencionado en 1094)[14]
- Pandolfo, O.S.B. † (antes de 1122-después de 1126)[nota 9]
- Raul I † (documentado como obispo electo en 1143)[15]
- Pietro I † (antes de 1154/1158-después de 1179)[nota 10]
- Raul II † (mencionado en 1182)[15]
- Pietro II † (antes de 1189-después de 1191)[15]
- Teodino † (antes de septiembre de 1193-después de 1197)[15]
- Anónimo † (mencionado en 1206)[15]
- P. † (documentado como obispo electo en 1210/1220)[15]
- Anónimo † (documentado de 1215 a 1217)[15]
- Anónimo † (documentado de 1222 a 1225)[15]
- Roffredo † (antes de 1229-23 de octubre de 1239 falleció)[15]
- Ugo † (documentado de 1252 a 1273)[15]
- Guglielmo II † (antes de mayo de 1274-1295 falleció)
- Nicola † (9 de agosto de 1296-circa 1304 falleció)
- Adenolfo † (circa 1305-1309 falleció)
- Goffredo Galluzzi † (1310-1338 falleció)
- Pietro III † (23 de marzo de 1338-? falleció)
- Omodeo † (16 de julio de 1342-? falleció)
- Bartolomeo Papazzurri, O.P. † (30 de mayo de 1348-24 de mayo de 1353 nombrado obispo de Chieti)
- Marino del Giudice[nota 11] † (24 de mayo de 1353-16 de abril de 1361 nombrado arzobispo de Amalfi)
- Giovanni Muzio † (11 de agosto de 1361-1363 falleció)
- Francesco da Messina, O.P. † (20 de diciembre de 1363-1369)
- Tommaso della Porta † (5 de marzo de 1369-19 de enero de 1372 nombrado arzobispo de Regio de Calabria)
- Alessandro † (19 de enero de 1372-después de 1375)
- Antonio Petrucci † (antes de 1383-27 de septiembre de 1393 nombrado obispo de Penne)
  - Giovanni da Eboli, O.F.M. † (1388-19 de mayo de 1422 renunció) (antiobispo)
- Niccolò de Diano † (23 de octubre de 1393-12 de marzo de 1411 nombrado arzobispo de Nápoles)
- Gaspare de Diano † (30 de junio de 1412-?)
- Giovanni Cristoforo Crisponi † (26 de enero de 1418-1443 falleció)
- Martino de Belinzo, O.Cist. † (25 de febrero de 1443-1458 falleció)
- Niccolò Forteguerri † (25 de noviembre de 1458-21 de diciembre de 1473 falleció)
- Orso Orsini † (22 de marzo de 1474-1495 falleció)
- Francesco Borgia I † (19 de agosto de 1495-6 de noviembre de 1499 nombrado arzobispo de Cosenza)
  - Francesco Borgia I † (6 de noviembre de 1499-5 de julio de 1508 renunció) (administrador apostólico)
  - Francesco Borgia II † (5 de julio de 1508-1531 renunció) (administrador apostólico)
  - Giovanni Salviati † (21 de junio de 1531-30 de abril de 1535 renunció) (administrador apostólico)
- Antonio Maria Sartori † (30 de abril de 1535-1556 falleció)
- Girolamo Michele Nichesola, O.P. † (11 de enero de 1557-agosto de 1566 falleció)
- Arcangelo de' Bianchi, O.P. † (16 de septiembre de 1566-septiembre de 1575 renunció)
- Giovanni Paolo Marincola † (18 de septiembre de 1575-1588 renunció)
- Vincenzo Brancaleoni † (9 de marzo de 1588-1588 falleció)
- Vincenzo Serafino † (3 de octubre de 1588-1615 falleció)
- Angelo della Ciaia † (24 de febrero de 1616-noviembre de 1616 falleció)
- Miguel Ángel Zaragoza Heredia † (27 de febrero de 1617-agosto de 1622 falleció)
- Ovidio Lupari † (9 de enero de 1623-1626 falleció)
- Juan de Guevara, C.R.M. † (22 de marzo de 1627-agosto de 1641 falleció)
- Muzio de Rosis † (14 de julio de 1642-septiembre de 1654 falleció)
- Paolo Squillanti † (7 de diciembre de 1654-2 de enero de 1660 falleció)
- Ottavio Boldoni, B. † (15 de noviembre de 1660-febrero de 1680 falleció)
- Giuseppe Nicola Giberti † (12 de mayo de 1681-29 de noviembre de 1697 renunció)
- Domenico Pacifico † (27 de enero de 1698-septiembre de 1717 falleció)
- Giuseppe del Pozzo † (11 de febrero de 1718-agosto de 1723 falleció)
- Domenico Antonio Cirillo † (14 de febrero de 1724-agosto de 1745 falleció)
- Angelo Longo, O.S.B. † (9 de marzo de 1746-19 de octubre de 1749 falleció)
- Domenico Giordani † (1 de diciembre de 1749-7 de julio de 1755 renunció)
- Aniello Broya † (17 de noviembre de 1755-noviembre de 1767 falleció)
- Giovanni Giacomo Onorati † (25 de enero de 1768-12 de mayo de 1777 nombrado obispo de Troia)
- Filippo d'Aprile † (23 de junio de 1777-27 de febrero de 1792 nombrado obispo de Melfi y Rapolla)
- Raffaele Pasca, O.S.B. † (26 de marzo de 1792-circa 1795 falleció)
- Nicola Vecchi † (18 de diciembre de 1797-1808 falleció)
  - Sede vacante (1808-1818)

### Obispos de Calvi
La cronología de los obispos de Calvi es incierta y discutida. Ferdinando Ughelli inicia la serie de obispos con Pietro en el siglo XI; el continuador de la Italia sacra, Coletti, a partir de un Kalendarium calvense que informa los nombres de los obispos de Calvi desde Calepodio hasta Valentino, añade la serie de los prelados del primer milenio e integra la serie ughelliana con otros obispos. Además de la validez discutida de este calendario, debido a la similitud de los nombres eclesiásticos latinos de las diócesis de Calvi (Calvensis) y Cagli (Calliensis), los obispos de las dos sedes a menudo se confunden, atribuyendo a una los obispos de la otra . 
- Calepodio † (mencionado en 307)
- Greciano? † (mencionado en 359)[nota 12]
- Liberio † (?-30 de enero de 405 falleció)
- Ruffo † (?-4 de diciembre de 414 falleció)
- Giusto † (marzo de 488-5 de febrero de 492 falleció)[nota 13]
- Valerio † (mencionado en 499)
- Aurelio † (?-15 de mayo de 504 falleció)
- Aucupio di Sinuessa † (?-31 de diciembre de 513 falleció)
- Claudio † (?-2 de julio de 556 falleció)
- Leone de Capua † (?-6 de agosto de 567 falleció)
- Podio? † (mencionado en 721)[nota 14]
- Rodolfo? † (antes de 761-4 de abril de 767 falleció)[16]
- Silvio † (768-1 de octubre de 797 falleció)
- Niceta † (798-12 de diciembre de 814 falleció)
- Passivo? † (antes de 823-6 de julio de 827 falleció)[16]
- Ferdinando † (829-6 de enero de 837 falleció)
  - Valentino † (838-diciembre de 842 falleció) (obispo electo)
- Andrea? † (mencionado en 853)[16]
- Giovanni I † (mencionado en 896)[17]
- Andrea II † (mencionado en 966)[17]
- Giacomo † (mencionado en 977)[17]
- Alderico? † (mencionado en 979)[nota 15]
- Pietro da Capua? † (antes de 1041-30 de junio de 1044 falleció)[nota 16]
- Falcone † (mencionado en 1094)[18]
- Giovanni II † (mencionado en 1126)[nota 17]
- Tancredi † (mencionado en 1174)[19]
- Anónimo † (mencionado en 1182)[19]
- Goffredo † (epoca incerta)[nota 18]
- Anónimo † (mencionado en 1215 y 1217)[19]
- Giovanni III † (mencionado en 1221)[19]
- Anónimo † (mencionado en 1233 y 1239)[19]
- Edoardo, O.Cist. † (?-circa 1245 falleció)[nota 19]
- Anónimo † (mencionado en 1247)[19]
- Palmerio de Capua † (?-23 de julio de 1252 nombrado obispo de Boiano)
- Pietro I de Sancto Helya † (mencionado en 1254)[19]
  - Guido de Aureliaco † (mencionado como obispo electo en 1268)[19]
  - Gregorio † (mencionado como obispo electo en 1272)[nota 20]
- Isembardo? † (1265-23 de marzo de 1271 falleció)
- Landolfo † (?-15 de mayo de 1289 falleció)
- Roberto † (?-1291 falleció)
- Enrico † (mencionado en 1301)
- Pietro II † (antes de 1304-1311 falleció)
- Federico † (1311-?)
- Baliano † (mencionado en 1320)
- Giovanni †
- Taddeo da Capua † (1330-1332 falleció)
- Giovanni de Concivis, O.Min. † (30 de octubre de 1332-circa 1343 renunció)
- Stefano, O.Carm. † (9 de febrero de 1343-circa 1344 falleció)
- Giovanni da Arpino, O.Min. † (31 de agosto de 1344-7 de junio de 1348 falleció)
- Pietro da Briva, O.Min. † (7 de enero de 1349-circa 1364 falleció)
- Rainaldo da San Benedetto † (22 de abril de 1364-circa 1372 falleció)
- Giovanni da Rocca, O.Min. † (7 de abril de 1372-circa 1377 falleció)
- Roberto Baccari † (4 de octubre de 1377-?)
- Giovanni † (mencionado en 1388)
- Bartolomeo Vanni, O.E.S.A. † (5 de febrero de 1395-1402 nombrado obispo de Shkodër)
- Stefano Goberno, O.Min. † (5 de marzo de 1403-1413 falleció)
- Antonio Galluzzi † (13 de febrero de 1413-1415 falleció)
- Antonio de Fede, O.Carm. † (15 de febrero de 1415-1443 falleció)
- Angelo Mazziotta † (15 de abril de 1441-después de 1452 falleció)
- Antonio de Clemente † (13 de abril de 1472-1495 falleció)
- Angelo Marotti † (24 de julio de 1495-?)
- Maurilio Giannotti † (después de 1495-1505 falleció)
- Matteo Orsini † (8 de noviembre de 1505-1512 falleció)
  - Gabriele Orsini † (19 de enero de 1512-1519 renunció) (obispo electo)
- Giovanni Antonio Gallo † (9 de agosto de 1519-1543 falleció)
- Lorenzo Spada, O.F.M.Conv. † (1 de junio de 1543-1544 falleció)
  - Marino Gennari † (13 de agosto de 1544-1544 falleció) (obispo electo)
- Berenguer Gombau † (27 de octubre de 1544-1551 falleció)
- Gaspare Ricciulli del Fosso, O.M. † (22 de abril de 1551-17 de julio de 1560 nombrado arzobispo de Regio de Calabria)
- Giulio Magnani, O.F.M.Conv. † (17 de julio de 1560-25 de septiembre de 1565 falleció)
- Paolo Terracino † (10 de junio de 1566-1575 falleció)
- Ascanio Marchesini † (23 de septiembre de 1575-1580 falleció)
- Scipione Bozzuti † (24 de febrero de 1580-14 de febrero de 1582 nombrado obispo de Lucera)
- Fabio Maranta † (5 de marzo de 1582-1619 falleció)
- Gregorio Del Bufalo † (8 de abril de 1619-1623 falleció)
- Gennaro Filomarino, C.R. † (18 de diciembre de 1623-octubre de 1650 falleció)
- Francesco Falcucci † (19 de diciembre de 1650-1659 falleció)
- Vincenzo Carafa, C.R.L. † (8 de agosto de 1661-1679 falleció)
- Vincenzo Maria de Silva, O.P. † (10 de abril de 1679-julio de 1702 falleció)
- Giovanbattista Caracciolo, C.R. † (15 de enero de 1703-5 de noviembre de 1714 falleció)
  - Sede vacante (1714-1720)
  - Giovanni Carafa, C.R. † (1719-17 de agosto de 1719 falleció) (obispo electo)
- Filippo Positano † (16 de diciembre de 1720-diciembre de 1732 falleció)
- Gennaro Maria Danza † (2 de marzo de 1733-1740 falleció)
- Giuseppe Barone † (29 de mayo de 1741-12 de enero de 1742 falleció)
- Francesco Agnello Fragianni † (28 de febrero de 1742-abril de 1756 falleció)
- Giuseppe Maria Capece Zurlo, C.R. † (24 de mayo de 1756-16 de diciembre de 1782 nombrado arzobispo de Nápoles)
  - Sede vacante (1782-1792)
- Andrea de Lucia † (27 de febrero de 1792-27 de junio de 1818 nombrado obispo de Calvi y Teano)

### Obispos de Calvi y Teano
- Andrea de Lucia † (28 de junio de 1818-1830 falleció)
- Giuseppe Pezzella, O.S.A. † (1830 por sucesión-3 de enero de 1833 falleció)
- Giuseppe Trama † (20 de enero de 1834-6 de octubre de 1837 renunció)
  - Sede vacante (1837-1840)
- Nicola Sterlini † (27 de abril de 1840-3 de abril de 1860 falleció)
- Bartolomeo d'Avanzo † (13 de julio de 1860-20 de octubre de 1884 falleció)
- Alfonso Maria Giordano, C.SS.R. † (20 de octubre de 1884 por sucesión-16 de diciembre de 1907 renunció[nota 21])
- Albino Pella † (19 de agosto de 1908-12 de abril de[20] 1915 nombrado obispo de Casale Monferrato)
- Calogero Licata † (14 de abril de 1916-25 de agosto de 1924 falleció)
- Giuseppe Marcozzi † (14 de agosto de 1926-21 de abril de 1940 falleció)
- Giacinto Tamburini † (6 de marzo de 1941-8 de enero de 1944 falleció)
- Vincenzo Bonaventura Medori † (17 de julio de 1945-12 de agosto de 1950 falleció)
- Giacomo Palombella † (3 de enero de 1951-2 de julio de 1954 nombrado arzobispo de Matera)
- Matteo Guido Sperandeo † (5 de septiembre de 1954-17 de agosto de 1984 retirado)
- Felice Cece † (17 de agosto de 1984-30 de septiembre de 1986 nombrado obispo de Teano-Calvi)

### Obispos de Teano-Calvi
- Felice Cece † (30 de septiembre de 1986-8 de febrero de 1989 nombrado arzobispo de Sorrento-Castellammare di Stabia)
- Francesco Tommasiello † (15 de julio de 1989-25 de octubre de 2005 falleció)
- Arturo Aiello (13 de mayo de 2006-6 de mayo de 2017 nombrado obispo de Avellino)
- Giacomo Cirulli, desde el 14 de septiembre de 2017

### Diócesis de Teano
- (en latín) Ferdinando Ughelli, Italia sacra, vol. VI, segunda edición, Venecia, 1720, col. 548-579
- (en italiano) Vincenzio d'Avino, Cenni storici sulle chiese arcivescovili, vescovili e prelatizie (nullius) del Regno delle Due Sicilie, Nápoles, 1848, pp. 660-661
- (en italiano) Francesco Lanzoni, Le diocesi d'Italia dalle origini al principio del secolo VII (an. 604), vol. I, Faenza, 1927, p. 186
- (en latín) Paul Fridolin Kehr, Italia Pontificia, VIII, Berlín, 1935, pp. 255-262
- (en alemán) Norbert Kamp, Kirche und Monarchie im staufischen Königreich Sizilien. Prosopographische Grundlegung. Bistümer und Bischöfe des Königreichs 1194-1266. 1. Abruzzen und Kampanien, Múnich, 1973, pp. 189-194
- (en latín) Pius Bonifacius Gams, Series episcoporum Ecclesiae Catholicae, Graz, 1957, pp. 930-931
- (en latín) Konrad Eubel, Hierarchia Catholica Medii Aevi, vol. 1, pp. 480-481; vol. 2, pp. XXXIX y 249; vol. 3, p. 311; vol. 4, p. 331; vol. 5, p. 373; vol. 6, p. 399

### Diócesis de Calvi
- (en latín) Ferdinando Ughelli, Italia sacra, vol. VI, seconda edizione, Venezia, 1720, col. 477-482; vol. X, Venecia 1722, col. 231-251
- (en italiano) A. Ricca, Osservazioni sull'antica Calvi di M. Zona, parte II, Nápoles, 1835
- (en italiano) Vincenzio d'Avino, Cenni storici sulle chiese arcivescovili, vescovili e prelatizie (nullius) del Regno delle Due Sicilie, Nápoles, 1848, pp. 661-662
- (en italiano) Francesco Lanzoni, Le diocesi d'Italia dalle origini al principio del secolo VII (an. 604), vol. I, Faenza, 1927, pp. 186-189
- (en latín) Paul Fridolin Kehr, Italia Pontificia, VIII, Berlín, 1935, pp. 263-264
- (en alemán) Norbert Kamp, Kirche und Monarchie im staufischen Königreich Sizilien. Prosopographische Grundlegung. Bistümer und Bischöfe des Königreichs 1194-1266. 1. Abruzzen und Kampanien, Múnich, 1973, pp. 157-161
- (en latín) Pius Bonifacius Gams, Series episcoporum Ecclesiae Catholicae, Graz, 1957, pp. 864-865
- (en latín) Konrad Eubel, Hierarchia Catholica Medii Aevi, vol. 1, p. 159; vol. 2, pp. XVII y 115; vol. 3, pp. 147-148; vol. 4, p. 130; vol. 5, pp. 137-138; vol. 6, p. 141